# Вулиця Чорновола (Житомир)
Вулиця Чорновола — вулиця в Корольовському районі Житомира.

## Характеристики

### Розташування
Знаходиться в центральній частині міста, у Старому місті. Починається з Великої Бердичівської вулиці, завершується перехрестям з Пушкінською вулицею. 

## Історія
Вулиця та її історична забудова формувалися упродовж другої половини ХІХ століття згідно з генеральними планами міста середини ХІХ століття у вільній від забудови місцевості Дівоче Поле, що до 1863 року належала жіночому католицькому монастиреві сестер-милосердя (шаріток).. У першій половині ХІХ століття вісь запроєктованої вулиці перетинала польова дорога, що з'єднувала Велику Бердичівську вулицю з монастирем сестер Шаріток.
В середині ХІХ століття отримала назву Леонівська. У 1929 році Леонівська вулиця перейменована на честь російського письменника Чернишевського. У 2001 році вулицю Чернишевського перейменовано на вулицю Чорновола.  
Сучасна забудова вулиці здійснюється з 1970-х років дотепер.